# Iso Ahvenjärvi (sjö i Finland, Norra Österbotten)
Iso Ahvenjärvi eller Ahvenlampi är en sjö i Finland. Den ligger i kommunen Pyhäntä i landskapet Norra Österbotten, i den centrala delen av landet, 400 km norr om huvudstaden Helsingfors. Iso Ahvenjärvi ligger 176,5 meter över havet. I omgivningarna runt Iso Ahvenjärvi växer i huvudsak blandskog. Arean är 22,1 hektar och strandlinjen är 1,95 kilometer lång. Sjön  ingår i Vuoksens huvudavrinningsområde. 